# قادر عزيز
قادر عزيز وهو سياسي كردي عراقي وعضو المكتب السياسي للاتحاد الوطني الكردستاني.
شغل منصب عضو في الجمعية الوطنية الانتقالية المؤقتة عامي 2004 و2005.
كما شغل منصب ممثل رئيس إقليم كردستان.
وبشأن استفتاء استقلال كردستان المزمع في سبتمبر 2017 قال: «الاستفتاء لا يمكن أن يجري دون قانون خاص وتفعيل برلمان كردستان».